# Aleksandr Rumiancew (feldmarszałek)
Aleksander Iwanowicz Rumiancew (ros. Александр Иванович Румянцев, ur. 1677, zm. 4 marca 1749) – rosyjski feldmarszałek i doradca Piotra I Wielkiego, ojciec feldmarszałka Piotra Aleksandrowicza.
Pochodził z rodziny o słabo udokumentowanym pochodzeniu w okresie przed XVII wiekiem, ale później wywodził je od XIV wieku. W 1704 roku wstąpił do Pułku Preobrażeńskiego. Brał udział w wojnie północnej, m.in. w bitwie pod Połtawą. Jako jeden ze strażników Piotra I, zwrócił jego uwagę ze względu na swoją „inteligentną twarz”. Został wówczas służącym władcy, a następnie polecony Piotrowi Szafirowowi i Piotrowi Tołstojowi. Pod komendą tych dwóch urzędników otrzymał misję schwytania hetmana Pawło Połubotoka oraz liczne misje dyplomatyczne w Stambule i Persji.
W 1720 roku ożenił się z córką księcia Andrieja Matwiejewa, Marią (1699-1789), przyjaciółką cara.
Po objęciu w 1741 roku tronu przez carycę Elżbietę został księciem i gubernatorem Małorusi (Ukrainy). W 1743 roku był głównym negocjatorem pokoju ze Szwecją w Åbo.
Miał syna Piotra Aleksandrowicza i córkę Darię.
Zmarł 4 marca 1749 roku.